# Neofabricia myrtifolia
Neofabricia myrtifolia là một loài thực vật có hoa trong Họ Đào kim nương. Loài này được (Gaertn.) Joy Thomps. mô tả khoa học đầu tiên năm 1983.